# Comité Olímpico Nacional de Liberia
Liberia Comité Olímpico Nacional es una organización deportiva de Liberia, fundada en 1954 en Monrovia, Liberia.  (COI código: LBR) es el Comité Olímpico Nacional (NOC) que representa a Liberia.
Representa a esta nación en el Comité Olímpico Internacional (COI) desde 1955 y tiene como objetivo mantener la organización y el fortalecer el ámbito deportivo de Liberia y, en particular, la preparación de los atletas liberianos, para permitirles participar en los Juegos Olímpicos. La organización también es miembro de la Asociación de Comités Olímpicos Nacionales de África.
El actual presidente de la asociación es Philipbert Browne, y el secretario general es Joseph F. Willie.